# Fairey F.2
O Fairey F.2 foi um protótipo de caça britânico do final da década de 1910. Ele foi a primeira aeronave desenvolvida inteiramente pela empresa Fairey Aviation Company.

## Desenvolvimento
O F.2 foi encomendado pelo Almirantado Britânico em 1916, como um caça pesado de longo alcance para três tripulantes. Motorizado com duas unidades do motor Rolls-Royce Falcon, e configuração biplano de três baías possuía as asas dobráveis para trás em um ponto próximo dos motores. O armamento consistia em uma metralhadora Lewis de calibre .303 (7,7 milímetros (0,303 polegadas)) em um anel Scarff no nariz e uma outra de igual configuração imediatamente atrás das asas.

## História operacional
Construído em Harlington e transportado por estrada até o Aeródromo de Northolt onde realizou o seu primeiro voo em 17 de maio de 1917; contudo o interesse no projeto pelo Almirantado havia diminuído. O caça foi considerado difícil de manobrar e lento e, por isso a produção não continuou.

## Operadores
Reino Unido
- Real Serviço Aeronaval